# Князев (хутор)
Князев — хутор в Нижнедевицком районе Воронежской области.
Входит в состав Андреевского сельского поселения.

## География

### Улицы
- ул. Дорожная